# Ontherus androgynus
Ontherus androgynus är en skalbaggsart som beskrevs av François Génier 1996. Ontherus androgynus ingår i släktet Ontherus och familjen bladhorningar. Inga underarter finns listade i Catalogue of Life.